# نوده ملک
نوده ملک، روستایی کتول نشین از توابع بخش بهاران شهرستان گرگان در استان گلستان ایران است.ازشمال باروستاحسین آبادملک وازشرق باروستاهای جهانتیغ وگناره وازجنوب باروستای جعفرآبادملک وازغرب باروستاهای میان آباد وتقی آباد همسایه است فاصله تا شهرستان گرگان 18 کیلومتر می باشد.

## جمعیت
این روستا در دهستان قرق  قرار داشته و براساس سرشماری سال 1390 جمعیت آن3026 نفر (1305خانوار) بوده‌است. مردم نوده ملک از قومیت کتول هستند و به گویش کتولی زبان مازندرانی صحبت می کنند. مردم این منظقه دارای نام های خانوادگی همچون جافر ،مزرئی ، عربی، اکبری، فغانی، عبدلی، میرمحمدحسینی،غیره می باشند.